# A magyar labdarúgó-válogatott 2018. szeptember 8-i mérkőzése
A magyar labdarúgó-válogatott első Nemzetek Ligája mérkőzése a 2018–2019-es UEFA Nemzetek Ligája kiírásban 2018. szeptember 8-án, Finnországban, Tamperében, a Ratina stadionban, az ellenfél Finnország válogatottja. Ez volt a magyar labdarúgó-válogatott 928. hivatalos mérkőzése és a két válogatott egymás elleni 17. összecsapása. A mérkőzést a finnek nyerték 1–0-ra Teemu Pukki 7. percben lőtt góljával.

## Előzmények
A magyar férfi A-válogatott Finnország ellen játssza első Nemzetek Ligája mérkőzését a C liga 2. csoportjában, mely egyben Marco Rossi szövetségi kapitány bemutatkozását is jelenti a válogatott élén.
A két ország nemzeti tizenegye legutóbb 2015. június 13-án találkozott egymással, Helsinkiben, az Olimpiai stadionban, a 2016-os Európa-bajnokság selejtezőjében. Azt a találkozót a magyarok nyerték 1–0-ra, Stieber Zoltán 82. percben szerzett találatával.
Az eddigi összesen 16 találkozón 11 magyar és 2 finn győzelem született, a 3 döntetlen mellett. A gólkülönbség 45–11 a magyarok javára.

### Legnagyobb magyar győzelem
A legnagyobb különbségű magyar győzelmekből két 8 gólos is akad, mind a kettő az 1950-es évekből. Az első egy hazai 8–0-s siker 1951. november 18-án (Hidegkuti Nándor 3, míg Kocsis Sándor és Puskás Ferenc 2–2 találatot szerzett, valamint Czibor Zoltán egyet), a másik pedig egy idegenbeli 9–1-es diadal 1955. május 19-én (Palotás Péter 3, Csordás Lajos és Tichy Lajos 2–2, míg Puskás Ferenc, Tóth József 1–1 találattal vette ki a részét a sikerből).

### Legtöbb magyar gólt szerző játékosok
A finnek elleni összes mérkőzést figyelembe véve, a legtöbb magyar gólt szerző játékosok a következők: Kocsis Sándor 5, Palotás Péter és Puskás Ferenc 4–4, valamint Hidegkuti Nándor 3 találattal.

### Játékvezető
A mérkőzés játékvezetője a litván Gediminas Mažeika volt. A 40 éves játékvezető Kleinheisler Lászlónak ismerős lehetett, hiszen nemrég a Dinamo Zagreb–Asztana BL-selejtezőt is ő vezette. Mažeika az előző szezonban ötször vezetett meccset az Európa-ligában, egyszer pedig a Bajnokok Ligájában. A 2018-as vb selejtezőin három európai mérkőzésen fújt.

### Utolsó 5 mérkőzés
A finn válogatott az utolsó 5 hivatalos mérkőzésén – mely mind barátságos volt – 3 győzelmet (2–0 Fehéroroszország és 5–0 Málta mind a kettő hazai pályán, valamint 2–1 Jordánia ellen idegenben), 1 döntetlent (0–0 Macedónia ellen hazai pályán), és 1 vereséget szenvedett (0–2 Románia ellenében idegenben). A magyaroknak szintén barátságos mérkőzése volt mind az 5 utolsó, a mérlegük sokkal rosszabb, mint az aktuális ellenfelének: mindössze 1 győzelmet arattak (1–0 Costa Rica ellen hazai pályán), az 1 döntetlen (1–1 Fehéroroszország ellen idegenben) és 3 vereség mellett (1–2 Ausztrália ellen, 0–1 Skócia ellen és 2–3 Kazahsztán ellen, mindegyik hazai pályán).
| Finnország    | Finnország       | Finnország | Finnország | Finnország |
| Dátum         | Ellenfél         | Hol        | Eredmény   | Kiírás     |
| ------------- | ---------------- | ---------- | ---------- | ---------- |
| 2018. 06. 09. | Fehéroroszország | otthon     | 2–0        | barátságos |
| 2018. 06. 05. | Románia          | idegenben  | 0–2        | barátságos |
| 2018. 03. 26. | Málta            | otthon     | 5–0        | barátságos |
| 2018. 03. 23. | Észak-Macedónia  | otthon     | 0–0        | barátságos |
| 2018. 01. 11. | Jordánia         | idegenben  | 1–2        | barátságos |

| Magyarország  | Magyarország     | Magyarország | Magyarország | Magyarország |
| Dátum         | Ellenfél         | Hol          | Eredmény     | Kiírás       |
| ------------- | ---------------- | ------------ | ------------ | ------------ |
| 2018. 06. 09. | Ausztrália       | otthon       | 1–2          | barátságos   |
| 2018. 06. 05. | Fehéroroszország | idegenben    | 1–1          | barátságos   |
| 2018. 03. 27. | Skócia           | otthon       | 0–1          | barátságos   |
| 2018. 03. 23. | Kazahsztán       | otthon       | 2–3          | barátságos   |
| 2017. 11. 14. | Costa Rica       | otthon       | 1–0          | barátságos   |

      Győzelem
      Döntetlen
      Vereség

### Mérkőzés előtti nyilatkozatok
Számomra is új a jelenlegi helyzet, hiszen korábban klubcsapatokat edzettem, ahol jóval több idő állt rendelkezésre a játékosok felkészésítésére, könnyebben beleláttam a fejükbe, megismertem a gondolkodásukat. Jelenleg az idő az egyik legnagyobb ellenfelünk, hiszen mindössze néhány napunk van a csapat felkészítésére, de a válogatott játékosai vannak annyira profik, hogy az idő rövidsége ellenére sikerrel járjunk. Az ellenfelektől függetlenül két győzelemmel szeretnénk kezdeni a Nemzetek Ligáját, mert legyenek bármilyenek a körülmények, aki nem győzelemre készül, az már a kezdés előtt elveszítette a mérkőzést. Szeretnék olyan környezetet kialakítani a válogatottnál, hogy szívesen jöjjenek haza a futballisták a nemzeti csapatba, de természetesen a pályán töltött idő vonatkozásában szigorú szabályok szerint dolgoznak majd a játékosok.
Örülök, hogy nincsenek már barátságos mérkőzések, és a Nemzetek Ligája elindulásával két lehetőségünk is van, hogy kijussunk az Európa-bajnokságra. A tétmérkőzések előtt nem optimális, hogy mindössze öt napunk van a felkészülésre az új szövetségi kapitánnyal, de lehet, hogy éppen erre van szükségünk ahhoz, hogy ismét sikeresebb időszak következzen a válogatott életében. A célunk, hogy valami elinduljon ezen a két mérkőzésen, és sikeresebbek legyünk, mint az előző időszakban. Motiváltan várom a finnek és a görögök elleni mérkőzéseket, igyekszem a lehető legjobbat kihozni magamból. Úgy tekintek magamra, hogy korom és pályafutásom alapján is vezérszerepet töltök be a válogatottnál, ennek megfelelően igyekszem segíteni a fiatalokat és természetesen a szövetségi kapitányt is a munkájában.
Négy nap alatt nem lehet csodát tenni, nekünk, játékosoknak az a dolgunk, hogy minden tőlünk telhetőt megtegyünk a jó eredmények érdekében.
Amit Marco Rossi szövetségi kapitány taktikailag elképzelt, azt a csapat nagyon gyorsan megvalósította az edzéseken. Remélem, hogy ez a szombati mérkőzésen is látható lesz. Általában jó szerencsénk van a finnek ellen, és bízom benne, lesz olyan játékos a keretben, aki pluszt tud hozni a játékunkba ezen a mérkőzésen. A szövetségi kapitány nagyok sokat foglalkozik azzal, hogy különböző játékhelyzeteket, felállásokat tudjon megvalósítani a csapat, ebben mindenképpen előrelépést látok. Ha esetleg mérkőzés közben kell váltani, akkor, úgy gondolom, azt gond nélkül megtesszük, így akár meglepetéssel is tudunk szolgálni az ellenfélnek.
Nagyon kedves emlék számomra az Eb-selejtezők során a finnek ellen lőtt gólom, de megígérni nem tudom, hogy most is betalálok, egyébként is mindegy, ki lövi, az a lényeg, hogy érjünk el egy jó eredményt. A Nemzetek Ligája-csoportunkban viszonylag hasonló játékerőt képviselő csapatok szerepelnek, talán a görögök emelkednek ki egy kicsit, de mindenkinek egyenlő esélye van megnyerni az adott mérkőzést. Több felállást is gyakoroltunk, azt is, ha támadni kell, azt is, ha vissza kell állni. Úgy gondolom, taktikailag rendben van a csapat.
Új csapat van kialakulóban, azt látom, mindenki a legjobbját szeretné megmutatni, mindenki szeretne bizonyítani és ott lenni a pályán. Megkaptuk az úti csomagot, hogy mi lehet a finnek ellen a nyerő taktika, fel vagyunk készítve. Nem szeretnék összehasonlítani szövetségi kapitányokat. Rossi nagyon jól ismeri a magyar bajnokságot, a magyar futballistákat. Nagyon komolyan felkészít minket, mind védekezésben, mind támadásban, hogy mit kell bizonyos szituációkban reagálni. Megtalálta a közös hangot a játékosokkal. Ő is szeretné bizonyítani Magyarországnak, hogy igenis jó csapat leszünk.

## Helyszín
A találkozót a finnországi Tamperében rendezik, az 1965-ben épült Ratina stadionban, mely egy többfunkciós létesítmény, atlétikai pálya is található rajta. Befogadóképessége 16.800 néző.

## Örökmérleg a mérkőzés előtt
| Magyarország |           | Finnország |
| ------------ | --------- | ---------- |
| 11           | Győzelem  | 2          |
| 3            | Döntetlen | 3          |
| 45           | Gólok     | 11         |
| 25/32        | Pontok    | 7/32       |
| 78,1%        | %         | 21,9%      |

A táblázatban a győzelemért 2 pontot számoltunk el.

## Keretek
2018. szeptember 3-án Marco Rossi a finnek és a görögök elleni Nemzetek Ligája-mérkőzések előtt megtartotta első sajtótájékoztatóját a magyar válogatott szövetségi kapitányaként, mely alkalomból kihirdette 23 fős keretét is. Az eredetileg még a kezdőcsapatba jelölt Botka Endre sérülés miatt az utolsó pillanatban került ki a Ferencvárosból a MOL Vidi FC elleni rangadó előtt, és a szövetségi kapitány a szóba jöhető játékosok állapotát kiértékelve úgy döntött, hogy Litauszki Róbertet, az Újpest FC védőjét hívja meg a Telkiben készülő keretbe. Az olasz mester csapata többnyire megegyezik Bernd Storck és Georges Leekens válogatottjával, ő maga is elmondta, hogy ilyen rövid idő alatt nem lehet radikális változtatásokat eszközölni, és hát nem olyan gazdag a magyar futball, hogy jelentősen cserélgetni lehessen. Gera Zoltán visszavonult, Juhász Roland nem akart visszatérni a magyar válogatotthoz, Dzsudzsák Balázsnak nincs csapata, így a 2016-os Európa-bajnokságon részt vevő csapat három legjobb játékosa nélkül készül a magyar válogatott a Nemzetek Ligája-mérkőzésekre. Négy újonc kapott meghívót: Tamás Krisztián, Nagy Gergő, Sallói Dániel és Litauszki Róbert. Kovács István 2014. november 18-a után most először kapott meghívót. A 23 fős keretből 11-en 26 évesek vagy fiatalabbak, 29 évesnél idősebb játékosból pedig mindössze kettő van: Pátkai Máté és Szalai Ádám is 30 évesek. A csapat átlagéletkora kereken 26,1 év, ami a másfél hónapja véget ért világbajnokságon a negyedik legfiatalabb lett volna.
| Magyarország                     | Magyarország                     | Magyarország                     | Magyarország                     | Magyarország                     | Magyarország                     | Magyarország                    | Magyarország |
| Poszt                            | Név                              | Születési idő és életkor         | Vál.                             | Gól                              | Klub                             | Utolsó válogatottság            | Értéke       |
| -------------------------------- | -------------------------------- | -------------------------------- | -------------------------------- | -------------------------------- | -------------------------------- | ------------------------------- | ------------ |
| K                                | Dibusz Dénes                     | 1990. november 16. (27 évesen)   | 6                                | 0                                | Ferencváros                      | 2018. 06. 09., Ausztrália       | 800.000 €    |
| K                                | Gulácsi Péter                    | 1990. május 6. (28 évesen)       | 18                               | 0                                | RB Leipzig                       | 2018. 06. 09., Ausztrália       | 8.000.000 €  |
| K                                | Kovácsik Ádám                    | 1991. április 4. (27 évesen)     | 1                                | 0                                | MOL Vidi                         | 2017. 11. 09., Luxemburg        | 700.000 €    |
| V                                | Bese Barnabás                    | 1994. május 6. (24 évesen)       | 12                               | 0                                | Le Havre                         | 2018. 03. 23., Kazahsztán       | 700.000 €    |
| V                                | Fiola Attila                     | 1990. február 17. (28 évesen)    | 24                               | 0                                | MOL Vidi                         | 2018. 06. 09., Ausztrália       | 600.000 €    |
| V                                | Kádár Tamás                      | 1990. március 14. (28 évesen)    | 47                               | 1                                | Dinamo Kijev                     | 2018. 06. 09., Ausztrália       | 4.000.000 €  |
| V                                | Lang Ádám                        | 1993. január 17. (25 évesen)     | 22                               | 1                                | CFR Cluj                         | 2017. 10. 07., Svájc            | 1.250.000 €  |
| V                                | Litauszki Róbert                 | 1990. március 15. (28 évesen)    | 0                                | 0                                | Újpest                           | —                               | 450.000 €    |
| V                                | Lovrencsics Gergő                | 1988. szeptember 1. (30 évesen)  | 24                               | 1                                | Ferencváros                      | 2018. 06. 09., Ausztrália       | 700.000 €    |
| V                                | Tamás Krisztián                  | 1995. április 18. (23 évesen)    | 0                                | 0                                | MOL Vidi                         | —                               | 150.000 €    |
| V                                | Vinícius Paulo                   | 1990. február 21. (28 évesen)    | 6                                | 0                                | MOL Vidi                         | 2018. 06. 09., Ausztrália       | 900.000 €    |
| KP                               | Kalmár Zsolt                     | 1995. június 9. (23 évesen)      | 9                                | 0                                | DAC (Dunaszerdahely)             | 2017. 06. 05., Oroszország      | 675.000 €    |
| KP                               | Kleinheisler László              | 1994. április 8. (24 évesen)     | 17                               | 1                                | Asztana FK                       | 2018. 06. 09., Ausztrália       | 900.000 €    |
| KP                               | Kovács István                    | 1992. március 27. (26 évesen)    | 5                                | 0                                | MOL Vidi                         | 2014. 11. 18., Oroszország      | 450.000 €    |
| KP                               | Nagy Ádám                        | 1995. június 17. (23 évesen)     | 24                               | 0                                | Bologna                          | 2018. 06. 06., Fehéroroszország | 2.800.000 €  |
| KP                               | Nagy Gergő                       | 1993. január 7. (25 évesen)      | 0                                | 0                                | Budapest Honvéd                  | —                               | 350.000 €    |
| KP                               | Pátkai Máté                      | 1988. március 6. (30 évesen)     | 14                               | 0                                | MOL Vidi                         | 2018. 06. 06., Fehéroroszország | 800.000 €    |
| CS                               | Eppel Márton                     | 1991. november 20. (26 évesen)   | 5                                | 0                                | Kajrat Almati                    | 2018. 06. 09., Ausztrália       | 650.000 €    |
| CS                               | Sallai Roland                    | 1997. május 22. (21 évesen)      | 8                                | 0                                | Freiburg                         | 2018. 06. 09., Ausztrália       | 2.000.000 €  |
| CS                               | Sallói Dániel                    | 1996. július 19. (22 évesen)     | 0                                | 0                                | Sporting Kansas City             | —                               | 800.000 €    |
| CS                               | Stieber Zoltán                   | 1988. október 16. (29 évesen)    | 25                               | 3                                | D.C. United (Washington)         | 2017. 11. 14., Costa Rica       | 650.000 €    |
| CS                               | Szalai Ádám                      | 1987. december 9. (30 évesen)    | 46                               | 15                               | TSG Hoffenheim                   | 2018. 06. 09., Ausztrália       | 3.000.000 €  |
| CS                               | Varga Roland                     | 1990. január 23. (28 évesen)     | 10                               | 3                                | Ferencváros                      | 2018. 06. 09., Ausztrália       | 1.000.000 €  |
| Szövetségi kapitány: Marco Rossi | Szövetségi kapitány: Marco Rossi | Szövetségi kapitány: Marco Rossi | Szövetségi kapitány: Marco Rossi | Szövetségi kapitány: Marco Rossi | Szövetségi kapitány: Marco Rossi | Csapat érték                    | 30.750.000 € |

| Finnország                          | Finnország                          | Finnország                          | Finnország                          | Finnország                          | Finnország                          | Finnország                      | Finnország   |
| Poszt                               | Név                                 | Születési idő és életkor            | Vál.                                | Gól                                 | Klub                                | Utolsó válogatottság            | Értéke       |
| ----------------------------------- | ----------------------------------- | ----------------------------------- | ----------------------------------- | ----------------------------------- | ----------------------------------- | ------------------------------- | ------------ |
| K                                   | Lukáš Hrádecký                      | 1989. november 24. (28 évesen)      | 44                                  | 0                                   | Leverkusen                          | 2018. 06. 09., Fehéroroszország | 12.000.000 € |
| K                                   | Jesse Joronen                       | 1993. március 21. (25 évesen)       | 5                                   | 0                                   | Köbenhavn                           | 2018. 03. 26., Málta            | 700.000 €    |
| K                                   | Anssi Jaakkola                      | 1987. március 13. (31 évesen)       | 3                                   | 0                                   | Reading                             | 2018. 03. 26., Málta            | 350.000 €    |
| V                                   | Paulus Arajuuri                     | 1988. június 15. (30 évesen)        | 29                                  | 3                                   | Brøndby                             | 2018. 03. 26., Málta            | 800.000 €    |
| V                                   | Jukka Raitala                       | 1988. szeptember 15. (29 évesen)    | 39                                  | 0                                   | Montreal Impact                     | 2018. 06. 09., Fehéroroszország | 750.000 €    |
| V                                   | Henri Toivomäki                     | 1991. február 21. (27 évesen)       | 1                                   | 0                                   | Kuopion                             | 2018. 06. 05., Románia          | 100.000 €    |
| V                                   | Albin Granlund                      | 1989. szeptember 1. (29 évesen)     | 7                                   | 0                                   | Örebro                              | 2018. 06. 09., Fehéroroszország | 100.000 €    |
| V                                   | Sauli Väisänen                      | 1994. június 5. (24 évesen)         | 11                                  | 0                                   | Crotone                             | 2018. 06. 05., Románia          | 400.000 €    |
| V                                   | Jere Uronen                         | 1994. július 13. (24 évesen)        | 27                                  | 1                                   | Genk                                | 2018. 06. 09., Fehéroroszország | 1.200.000 €  |
| V                                   | Joona Toivio                        | 1988. március 10. (30 évesen)       | 47                                  | 3                                   | Häcken                              | 2018. 06. 09., Fehéroroszország | 400.000 €    |
| KP                                  | Markus Halsti                       | 1984. március 19. (34 évesen)       | 35                                  | 0                                   | Esbjerg                             | 2018. 06. 09., Fehéroroszország | 200.000 €    |
| KP                                  | Rasmus Schüller                     | 1991. június 18. (27 évesen)        | 27                                  | 0                                   | Minnesota United                    | 2018. 06. 09., Fehéroroszország | 400.000 €    |
| KP                                  | Tim Sparv                           | 1987. február 20. (31 évesen)       | 59                                  | 1                                   | Midtjylland                         | 2018. 06. 09., Fehéroroszország | 400.000 €    |
| KP                                  | Glen Kamara                         | 1995. október 28. (22 évesen)       | 5                                   | 0                                   | Dundee                              | 2018. 06. 09., Fehéroroszország | 300.000 €    |
| KP                                  | Simon Skrabb                        | 1995. január 19. (23 évesen)        | 7                                   | 0                                   | Norrköping                          | 2018. 06. 09., Fehéroroszország | 450.000 €    |
| KP                                  | Robert Taylor                       | 1994. október 21. (23 évesen)       | 4                                   | 0                                   | Tromsø                              | 2018. 06. 05., Románia          | 150.000 €    |
| KP                                  | Pyry Soiri                          | 1994. szeptember 22. (23 évesen)    | 8                                   | 3                                   | Admira Wacker                       | 2018. 06. 09., Fehéroroszország | 300.000 €    |
| CS                                  | Robin Lod                           | 1993. április 17. (25 évesen)       | 22                                  | 3                                   | Sporting de Gijón                   | 2018. 06. 09., Fehéroroszország | 2.000.000 €  |
| CS                                  | Jasse Tuominen                      | 1995. november 12. (22 évesen)      | 4                                   | 0                                   | FK BATE Boriszov                    | 2018. 01. 11., Jordánia         | 150.000 €    |
| CS                                  | Rasmus Karjalainen                  | 1996. április 4. (22 évesen)        | 2                                   | 0                                   | Kuopion                             | 2018. 06. 09., Fehéroroszország | 150.000 €    |
| CS                                  | Teemu Pukki                         | 1990. március 29. (28 évesen)       | 63                                  | 12                                  | Norwich City                        | 2018. 03. 26., Málta            | 2.000.000 €  |
| Szövetségi kapitány: Markku Kanerva | Szövetségi kapitány: Markku Kanerva | Szövetségi kapitány: Markku Kanerva | Szövetségi kapitány: Markku Kanerva | Szövetségi kapitány: Markku Kanerva | Szövetségi kapitány: Markku Kanerva | Csapat érték                    | 23.300.000 € |

 megjegyzés: A táblázatokban szereplő adatok a mérkőzés előtti állapotnak megfelelőek.

## A mérkőzés
| 2018. szeptember 8., szombat 18:00 (CES) |

| Finnország                | 1 – 0               | Magyarország                                        |
| ------------------------- | ------------------- | --------------------------------------------------- |
| Pukki (1–0) 7' Uronen 41' | (1 – 0) Jegyzőkönyv | 45+2' Szalai 59' Fiola 63' Lovrencsics G. 68' Kádár |

| Ratina Stadion, Tampere, Finnország Nézőszám: 10 200 Játékvezető: Gediminas Mažeika (litván) Asszisztensek: Vytautas Šimkus és Vytenis Kazlauskas |

A kezdés utáni percekben mezőnyben zajlott a játék, majd a 7. percben már vezettek is a hazaiak: Kovács István vesztett labdát a középpályán, Pukkit ugratták ki, aki elvitte Kádár mellett a játékszert, majd Gulácsi mellett a hálóba gurított; (1–0). Két perccel később majdnem megszerezte második gólját is a finn nemzeti csapat, Lod tekert a kapu elé a jobb oldalról, a veszélyesen érkező labdát Gulácsi ütötte ki vetődve. Szalai fölé szálló fejese jelentette az első magyar próbálkozást, majd Szalai csúsztatása után Sallai lőhetett, de csúnyán fölévágta a labdát. A félidő hajrájában még két lehetőségük is adódott a vendégeknek, a 42. minutumban Kovács végzett el szabadrúgást a szögletzászló közeléből, a jól érkező labdát Lang lőtte kapásból fölé, majd kevéssel utána bal oldali beadás után Uronen nem tudott tisztázni, Kovács Stiebernek passzolt, aki azonban a bal alsó mellé lőtt. A finneké volt a második játékrész első helyzete, egy gyors kontra végén Soiri lőtt kevéssel a kapu bal oldala mellé. Rossi elsőként Varga Rolandot küldte csereként pályára, majd az 56. percben óriási helyzetet hagytak kihasználatlanul a magyarok: Kovács adott remek labdát Szalainak, aki a kapussal szembe került, de Hrádecký védeni tudott. Tíz perccel később majdnem megszületett a második hazai gól: közvetett szabadrúgást végezhettek el a finnek, Toivio pedig a lekészített labdát a felső lécre lőtte. A 72. minutumban egy finn kapu előtti kavarodás végén Varga lőtt mellé, majd a másik oldalon Pukki pörgetésénél másodjára is a felső léc mentette meg Gulácsit és a magyar csapatot. Lang fejesét Hrádecký fogta, és hiába próbálkoztak felívelésekkel is a magyarok, nem sikerült egyenlíteniük, így Marco Rossi első meccsén vereséget szenvedett a magyar válogatott.

### Mérkőzés utáni nyilatkozatok
Tudtuk, hogy ilyen helyzetekben bízik a finn válogatott, mint amilyenből a góljukat is szerezték. Az első és a második félidőben is ugyanazt a játékot próbáltuk játszani, a helyzeteink megvoltak, viszont a labdarúgásban ha nem szerzünk gólt, akkor nehéz a helyzet. Voltak veszélyes szabadrúgásaik a finneknek, olyan is, amit a bíró ajándékozott nekik, ezt nem értettem. De sok mindenért nem panaszkodhatunk a játékvezetőkre, hiszen mi vagyunk a felelősök a saját eredményünkért. Elsősorban enyém a felelősség. Ez volt az első meccsünk együtt, nehéz elérni, hogy rögtön minden sikerüljön, de a második félidőben átálltunk három védőre, végig nálunk volt a labda, kialakítottunk lehetőségeket. Dolgoznunk és javulnunk kell, de nem szabad leszegnünk a fejünket, hiszen jobb eredményt érdemeltünk volna, mindent megtettünk. Szeretnék köszönetet mondani szurkolóinknak, akik elkísértek minket Magyarországról. Tudom, hogy milyen szenvedély van a foci iránt Magyarországon, de ez megvan a játékosok részéről is. A legnagyobb probléma ezúttal az volt, hogy nem tudtunk élni a lehetőségeinkkel, ezen változtatnunk kell.
Büszke vagyok a csapatra. Voltak nehézségeink az összeállítás megtalálásában, hiszen az utóbbi időben több rutinos futballista is visszavonult, a fiatalabbak közül néhányan pedig sérüléssel bajlódtak. Kemény mérkőzés volt a mostani, akadt olyan játékos, aki agyrázkódást szenvedett. Megpróbáltunk kontratámadásokból veszélyesek lenni, és ugyanazt a taktikát alkalmazni, mint amit az utóbbi hónapokban használtunk. Ezen a napon is működött, ha a középpályán hozzánk került a labda, villámgyorsan az ellenfél kapuja előtt voltunk. A lefújás után úgy ünnepelték a fiúkat, mintha öt nullára nyertünk volna. Ez mindenképpen bizakodásra ad okot. Jó hangulatban lehet igazán jól dolgozni.
Hiányzott, hogy felvállaljuk az egy egy elleni párharcokat, bátrabban kellett volna játszani a finn csapat ellen. Amíg nem merünk olyan döntéseket hozni, amelyekre éles helyzetekben szükség lenne, addig nem fogunk még több helyzetet kialakítani és veszélyesebben futballozni.
Vegyes érzelmek vannak bennem, hiszen megvoltak a lehetőségeink, de nem tudtunk élni velük. Nem erre számítottunk, a középpályán a labdavesztések után gyorsan átjöttek rajtunk, a gólt is ebből kaptuk. Mindenesetre le kell szűrnünk a tanulságokat.

### Összeállítások
| Csapatszínek | Csapatszínek | Csapatszínek |
| Csapatszínek |              |              |
| Csapatszínek |              |              |
|              |              |              |
| Finnország   |              |              |

| Csapatszínek | Csapatszínek | Csapatszínek |
| Csapatszínek |              |              |
| Csapatszínek |              |              |
|              |              |              |
| Magyarország |              |              |

## Mérkőzés statisztika
| Statisztika                  | Finnország | Magyarország |
| ---------------------------- | ---------- | ------------ |
| Labdabirtoklás               | 41%        | 59%          |
| Kapura lövési kísérlet       | 10         | 17           |
| Kaput eltaláló kísérlet      | 3          | 2            |
| Ebből gól                    | 1          | 0            |
| Kaput el nem találó kísérlet | 5          | 9            |
| Kapus védés                  | 2          | 6            |
| Kapufa                       | 2          | 0            |
| Szöglet                      | 0          | 4            |
| Les                          | 1          | 0            |
| Passzkísérletek száma        | 283        | 555          |
| Sikeres passzok száma        | 196 (69%)  | 468 (84%)    |
| Labdaszerzés                 | 34         | 28           |
| Szabálytalanság              | 17         | 14           |
| Sárga lap                    | 1          | 4            |
| Piros lap                    | 0          | 0            |

Forrás: UEFA hivatalos honlapja

## Tabella
További eredmények a fordulóban
| 2018. szeptember 8. | Észtország | 0 – 1 | Görögország |

Forrás: UEFA hivatalos honlapja
A C liga 2. csoport állása a forduló után
| Csapat       | M | Gy | D | V | G+ | G– | Gk | P |
| ------------ | - | -- | - | - | -- | -- | -- | - |
| Görögország  | 1 | 1  | 0 | 0 | 1  | 0  | +1 | 3 |
| Finnország   | 1 | 1  | 0 | 0 | 1  | 0  | +1 | 3 |
| Észtország   | 1 | 0  | 0 | 1 | 0  | 1  | –1 | 0 |
| Magyarország | 1 | 0  | 0 | 1 | 0  | 1  | –1 | 0 |

      Feljut a 2020–2021-es B ligába
      Lehetséges kieső a 2020–2021-es D ligába
      Kiesik a 2020–2021-es D ligába
Sorrend meghatározása: pontazonosság esetén a csoporton belül az alábbi sorrendben határozzák meg a sorrendet: 1. az egymás elleni eredmények (1a. pont, 1b. gólkülönbség, 1c. szerzett gól, 1d. idegenben szerzett gól), 2. a  gólkülönbség (2a. összesített gólkülönbség, 2b. összes szerzett gól, 2c. összes idegenbeli szerzett gól), 3. a győzelmek száma (3a. az összes győzelem, 3b. az idegenbeli győzelmek száma), 4. a fair play versengés, illetve az 5. UEFA-koefficiens.
Feljutás: A B-, a C- és a D-liga négy csoportelsője egy osztállyal feljebb lép;
Kiesés: Az A-, a B- és a C-liga négy csoportutolsója egy osztállyal lejjebb folytatja (pontosabban: a C-ligából – az eltérő létszámú csoportok miatt – a három négyes csoport utolsó helyezettje mellett a négy csoportharmadik egyike, a legkevesebb pontot szerző válogatott esik ki);
Az A-liga négy csoportelsője bejut a Nemzetek Ligája négyes döntőjébe, amelyet 2019 júniusában rendeznek meg;
Mindegyik ligából négy válogatott jogot szerez a 2020-as Európa-bajnokság 2020. tavaszi pótselejtezőjében való részvételre; a jog alapvetően a 16 csoportelsőt illeti meg, ám ha ők időközben sikerrel teljesítik az Eb-selejtezőt (2019), a pótselejtező helyeit az addigi NL-teljesítmény alapján feltöltik, lehetőleg ligákon belül.

## Örökmérleg a mérkőzés után
| Magyarország |           | Finnország |
| ------------ | --------- | ---------- |
| 11           | Győzelem  | 3          |
| 3            | Döntetlen | 3          |
| 45           | Gólok     | 12         |
| 25/34        | Pontok    | 9/34       |
| 73,5%        | %         | 26,5%      |

A táblázatban a győzelemért 2 pontot számoltunk el.

## Nemzetek Ligája statisztikák

### Gólok és figyelmeztetések
A magyar válogatott játékosainak góljai és figyelmeztetései a 2018–2019-es UEFA Nemzetek Ligája sorozatban.
Csak azokat a játékosokat tüntettük fel a táblázatban, akik legalább egy gólt szereztek vagy legalább egy figyelmeztetést kaptak.
A játékosok vezetéknevének abc-sorrendjében.
| Mérkőzés          | Mérkőzés    | Mérkőzés    | Mérkőzés    | Mérkőzés    | Mérkőzés    | FIN–HUN     | HUN–GRE     | GRE–HUN     | EST–HUN     | HUN–EST     | HUN–FIN     |
| Végeredmény       | Végeredmény | Végeredmény | Végeredmény | Végeredmény | Végeredmény | 1 – 0       |             |             |             |             |             |
| Játékos           | Gól         |             |             |             | KM          | 2018.09.08. | 2018.09.11. | 2018.10.12. | 2018.10.15. | 2018.11.15. | 2018.11.18. |
| ----------------- | ----------- | ----------- | ----------- | ----------- | ----------- | ----------- | ----------- | ----------- | ----------- | ----------- | ----------- |
| Fiola Attila      | 0           | 1           | 0           | 0           | 0           | Sárga lap   |             |             |             |             |             |
| Kádár Tamás       | 0           | 1           | 0           | 0           | 0           | Sárga lap   |             |             |             |             |             |
| Lovrencsics Gergő | 0           | 1           | 0           | 0           | 0           | Sárga lap   |             |             |             |             |             |
| Szalai Ádám       | 0           | 1           | 0           | 0           | 0           | Sárga lap   |             |             |             |             |             |
| Összesen          | 0           | 4           | 0           | 0           | 0           |             |             |             |             |             |             |

Jelmagyarázat:  = szerzett gól;  = szerzett öngól;  = sárga lapos figyelmeztetés;  = egy mérkőzésen 2 sárga lap utáni azonnali kiállítás;  = piros lapos figyelmeztetés, azonnali kiállítás;X = eltiltás; KM = eltiltás miatt kihagyott mérkőzések száma

## Összes mérkőzés
Az alábbi táblázatban a magyar labdarúgó-válogatott a finn labdarúgó-válogatott elleni összes hivatalos mérkőzését tüntettük fel, időrendi sorrendben. Egy-egy összecsapást az eredmény oszlopban az adott mérkőzésre kattintva részletesebben is megnézhet.
      Győzelem
      Döntetlen
      Vereség
| No.        | Dátum         | Helyszín                        | Nézőszám | Kiírás          | Eredmény                          | Gólszerző(k)                                                                                           |
| ---------- | ------------- | ------------------------------- | -------- | --------------- | --------------------------------- | --- |
| 1. (86.)   | 1922. 07. 13. | Helsinki, Pallokenttä Stadion   | 5.445    | barátságos      | Finnország–Magyarország 1–5 (0–1) | Schwarz 22', Fogl 64' (11-esből), Pataki 69' • 69', Schwarz 83', ill. Kelin 56'                        |
| 2. (92.)   | 1923. 08. 19. | Budapest, Üllői úti stadion     | 16.000   | barátságos      | Magyarország–Finnország 3–1 (0–1) | Braun 50' (11-esből) • 53', Híres 86' ill. Linna 37'                                                   |
| 3. (243.)  | 1943. 09. 15. | Helsinki, Olimpiai stadion      | 10.000   | barátságos      | Finnország–Magyarország 0–3 (0–2) | Tóth M. 11' • 47', Sárvári 35' ill. Aarne 37'                                                          |
| 4. (283.)  | 1951. 11. 18. | Budapest, Megyeri úti stadion   | 40.000   | barátságos      | Magyarország–Finnország 8–0 (4–0) | Hidegkuti 9' • 28' • 85', Kocsis S. 23' • 31', Czibor 54', Puskás 69' (11-esből) • 71'                 |
| 5. (288.)  | 1952. 06. 22. | Helsinki, Olimpiai stadion      | 25.000   | barátságos      | Finnország–Magyarország 1–6 (0–2) | Puskás 11', Bozsik 31', Kocsis S. 49' • 80' • 84', Palotás 75', ill. Lehtovirta 57'                    |
| 6. (322.)  | 1955. 05. 19. | Helsinki, Olimpiai stadion      | 28.624   | barátságos      | Finnország–Magyarország 1–9 (0–4) | Palotás 7' • 12' • 43', Puskás 39', Tóth J. 49', Csordás 51' • 86', Tichy 64' • 67', ill. Hiltunen 60' |
| 7. (532.)  | 1978. 09. 20. | Helsinki, Olimpiai stadion      | 4.797    | Eb-selejtező    | Finnország–Magyarország 2–1 (1–0) | Tiber 74', ill. Ismail 30', Pyykkö 53'                                                                 |
| 8. (542.)  | 1979. 10. 17. | Debrecen, Nagyerdei stadion     | 18.000   | Eb-selejtező    | Magyarország–Finnország 3–1 (2–0) | Fekete 25' • 44', Tatár 49', ill. Tivola 47'                                                           |
| 9. (706.)  | 1996. 09. 01. | Budapest, Népstadion            | 14.500   | vb-selejtező    | Magyarország–Finnország 1–0 (1–0) | Orosz 16'                                                                                              |
| 10. (717.) | 1997. 10. 11. | Helsinki, Olimpiai stadion      | 31.617   | vb-selejtező    | Finnország–Magyarország 1–1 (0–0) | Moilanen 90', ill. Sumiala 62'                                                                         |
| 11. (751.) | 2001. 04. 25. | Budapest, Üllői úti stadion     | 5.175    | barátságos      | Magyarország–Finnország 0–0       | [ 25 ]                                                                                                 |
| 12. (854.) | 2010. 10. 12. | Helsinki, Olimpiai stadion      | 15.000   | Eb-selejtező    | Finnország–Magyarország 1–2 (0–0) | Szalai 50', Dzsudzsák 90+4' ill. Forssell 86'                                                          |
| 13. (864.) | 2011. 10. 11. | Budapest, Puskás Ferenc Stadion | 28.000   | Eb-selejtező    | Magyarország–Finnország 0–0       | [ 27 ]                                                                                                 |
| 14. (885.) | 2014. 03. 05. | Győr, ETO Park                  | 14.000   | barátságos      | Magyarország–Finnország 1–2 (1–0) | Rudolf 13', ill. Pohjanpalo 74', Eremenko Roman 84' (11-esből)                                         |
| 15. (892.) | 2014. 11. 14. | Budapest, Groupama Aréna        | 19.500   | Eb-selejtező    | Magyarország–Finnország 1–0 (0–0) | Gera Z. 84'                                                                                            |
| 16. (896.) | 2015. 06. 13. | Helsinki, Olimpiai stadion      | 20.434   | Eb-selejtező    | Finnország–Magyarország 0–1 (0–0) | Stieber 81'                                                                                            |
| 17. (928.) | 2018. 09. 08. | Tampere, Ratina stadion         | 10.200   | Nemzetek Ligája | Finnország–Magyarország 1–0       | Pukki 7'                                                                                               |
| 18. (933.) | 2018. 11. 18. | Budapest, Groupama Aréna        |          | Nemzetek Ligája | Magyarország–Finnország           | |